# 버드맨 오브 알카트라즈
버드맨 오브 알카트라즈(Birdman Of Alcatraz)는 미국에서 제작된 존 프랑켄하이머 감독의 1962년 영화이다. 버트 랭카스터 등이 주연으로 출연하였고 스튜어트 밀라 등이 제작에 참여하였다.

## 출연

### 주연
- 버트 랭카스터
- 칼 말든

### 조연
- 델마 리터
- 네빌 브랜드
- 베티 필드
- 텔리 사바라스
- 에드먼드 오브라이언
- 휴 말로우

## 제작진
- 미술: 페르난도 카레르